# Templo de Neptuno
El Templo de Neptuno (en latín Aedes Neptuni) fue un templo romano dedicado al dios Neptuno construido en el antiguo Campo de Marte en el año 220 a. C.. Su ubicación exacta es desconocida, si bien las investigaciones llevaron a determinar su cercanía con el Circo Flaminio. Los restos de su estructura, así como de las seis columnas, fueron descubiertas en la esquina noroeste de la plaza de la iglesia de San Salvatore in Campo.

## Historia
El templo fue construido en el 220 a. C., pero la primera mención de un templo o altar dedicado al dios Neptuno data del 206 a. C., catorce años después. Los historiadores Tito Livio y Dion Casio mencionan en sus libros las puertas y el altar del templo al contar el relato de un prodigio que habría sucedido allí.
El cónsul romano Cneo Domicio Enobarbo construyó un nuevo templo para conmemorar su victoria naval en la batalla de Filipos contra Cneo Domicio Calvino (posiblemente habría prometido un templo dedicado a Neptuno, deidad del mar, en la víspera de la batalla si salía victorioso). Comenzó el trabajo poco después de regresar a Roma y lo inauguró en el 32 a. C. En el interior se encontraban algunas esculturas talladas por el escultor griego Escopas representando a Neptuno, Tetis y Aquiles rodeados de nereidas, tritones y monstruos marinos. Probablemente, estas estatuas fueron llevadas a Roma desde su ubicación original, probablemente en Bitinia, provincia de la cual fue gobernador.
No es posible decir si se trataba de un nuevo templo o simplemente una renovación anterior del templo.
Una moneda de Cneo Domicio Enobarbo, acuñada entre los años 42 y 38 a. C., presenta un tetrástilo con la leyenda "Nept. Cn. Domitius M. f. Imp." , lo que prueba que al menos había prometido el templo en ese momento. Sin embargo, ciertamente no fue construido antes de 32 a. C., ya que fue en esta fecha cuando Cneo Domicio Enobarbo logró conciliarse con Octavio Augusto y ganarse el consulado.
Es probable que formara parte de este templo un gran friso que muestra una ceremonia de lustratio del ejército romano en un período anterior a Cayo Mario, posiblemente en memoria de una victoria del primero constructor del templo, y que se conserva en la Gliptoteca de Múnich. También formaba parte del frisio una representación con un tíaso marino, preservado en el Museo del Louvre de París. Según el estilo y las técnicas utilizadas, el friso data de la primera mitad del siglo I a. C. y probablemente decoró un altar o, más probablemente, un pedestal interior del templo.